# Užovka amurská
Užovka amurská (Elaphe schrenckii či Elaphe schrenki) je poměrně velká užovka vyskytující se v oblasti Korejského poloostrova, toku řeky Amur a na přilehlých územích. V Jižní Koreji a Rusku je druh chráněný. Je dlouhá 150-180 cm. Jde o na chov nenáročného hada vhodného i pro začínající teraristy.

## Taxonomické členění
- poddruhy
  - Elaphe schrenckii ssp. schrenckii
  - Elaphe schrenckii ssp. anomala (Korejský poloostrov)

## Rozšíření a biotop
Je rozšířena na jihu ruského Dálného východu až po severozápadní Čínu, poddruh E. s. anomala obývá Korejský poloostrov. Upřednostňuje vlhké biotopy v okolí vodních ploch a vlhké lesy. Dobře šplhá po stromech.

## Popis
Užovka amurská dorůstá velikosti okolo 150 cm, výjimečně může dosáhnout až 170 cm. Má silné, statné, tmavě zbarvené (až černé) tělo, s příčnými, do žluta zabarvenými pruhy, břicho je žluté s černými skvrnami.

## Život v přírodě
V závislosti na klimatických podmínkách obývaného území užovky amurské zimují v 2–4 měsíce v roce. Po skončení zimování nastává období páření (obvykle v dubnu). Samice klade 8–15 vajec, nejčastěji do tlejícího dřeva nebo pod kameny. Mláďata se líhnou koncem srpna a ihned po vylíhnutí jsou schopna lovit ještěrky a mláďata hlodavců. Živí se hlavně hlodavci, ještěrkami, ptáky a jejich vejci.

## Chov v zajetí
Tato užovka je přes svoje specifika celkem nenáročný had, vhodný k chovu v teráriu. Málokdy kouše, je klidná, a proto je vhodná i pro začínající teraristy. Chováme ji ve středně velkém, nebo raději větším teráriu, vybaveném silnějšími větvemi a nezbytnou nádržkou na vodu. Jako substrát můžeme použít směs rašeliny a bukového listí, nebo jiný, podobný materiál. Vhodný je i kupovaný lignocel.

### Teplota
Teplota v teráriu nemusí být nijak vysoká, tento otužilý had se spokojí s 22–26 °C přes den, s nočním poklesem teploty i pod 18 °C. Pro úspěšné rozmnožování je nutné 4–5měsíční zazimování, při velice nízké teplotě (pouze 2–4 °C).

### Rozmnožování
Tato užovka klade kolem 12 vajec s kožovitou skořápkou, z kterých se po zhruba 40 denní inkubaci líhnou mláďata asi 35 cm dlouhá. Tato většinou bez problémů přijímají malá myšata.

### Krmení
Užovky amurské jsou velice žraví hadi, kteří jsou stále při chuti. Měli bychom tedy krmit s mírou a zbytečně hady nepřekrmovat. Nadměrný přísun potravy totiž snižuje věk a rozmnožovací schopnosti hadů. Tato žravost je známá také u některých druhů krajt.